# Melda Arat
Melda Arat (* 20. November 1970 in Kütahya) ist eine türkische Schauspielerin.

## Biografie
Melda Arat wurde am 20. November 1970 in Kütahya geboren. Sie studierte an der Technische Universität Yıldız. Danach setzte sie ihr Studium an der Mimar Sinan Üniversitesi fort. Ihr Debüt gab sie 1997 in der Fernsehserie Tatlı Kaçıklar. Anschließend trat sie 1999 in Aynalı Tahir auf. 
Von 2006 bis 2007 wurde sie für die Serie Arka Sokaklar gecastet. Außerdem spielte sie 2011 in Hayat Devam Ediyor mit.  Zwischen 2013 und 2015 bekam Arat in der Serie Küçük Gelin die Hauptrolle. Unter anderem setzte sie 2015 ihre Karriere in Kırgın Çiçekler fort. 2022 spielte Arat in Hicran eine Nebenrolle.

## Filmografie
Serien
- 1997: Tatlı Kaçıklar
- 1999: Aynalı Tahir
- 2006–2007: Arka Sokaklar
- 2007–2009: Annem
- 2011: Hayat Devam Ediyor
- 2013: Umutsuz Ev Kadınları
- 2013–2015: Küçük Gelin
- 2015: Kafes
- 2015: Kırgın Çiçekler
- 2022–2023: Hicran